# Preston Cloud
Preston Ercelle Cloud, Jr. (* 26. September 1912 in West Upton, Massachusetts; † 16. Januar 1991 in Santa Barbara, Kalifornien) war ein US-amerikanischer Paläontologe, Geograph und Professor. Er erwarb sich Verdienste durch seine Arbeit an der geologischen Zeitskala und dem Ursprung des Lebens auf der Erde.

## Schulausbildung
Cloud wurde in West Upton, Massachusetts, geboren und wuchs in Waynesboro auf, Pennsylvania, wo er seine Liebe für das Leben an der freien Luft entwickelte. Nach Abschluss der High School war Cloud drei Jahre bei der United States Navy (1930–1933), wo er als exzellenter Boxer auffiel.

## Akademische Laufbahn
Trotz der Schwierigkeit, in den Jahren der Great Depression Arbeit zu finden, zahlte Preston für sein erstes Semester an der George Washington University in Washington, D.C., indem er tagsüber mit Gelegenheitsjobs sein Geld verdiente und die Abendschule besuchte.
Großen Einfluss auf Clouds Laufbahn hatte Ray Bassler (1878–1961), ein Professor und der Kurator der paläontologischen Abteilung des National Museum of Natural History. Bassler bemerkte Clouds Interesse an seiner Arbeit und ermöglichte dem Studenten die Arbeit am Museum, zunächst als Handlanger, dann als Präparator. Später arbeitete Cloud mit G. Arthur Cooper, einem Paläontologen und Stratigraphen. Von Cooper lernte Cloud viel über Fossilien, vor allem über die Gruppe der Brachiopoden, über die er zusammen mit Cooper 1938 eine Arbeit veröffentlichte. Obwohl er eine Vollzeitstelle am Museum hatte, legte er im gleichen Jahr seinen Bachelor of Science ab. Nach dem Abschluss erlaubte ihm ein Stipendium von Cooper den Besuch der Yale University, obwohl er zusätzlich weiterhin als Präparator arbeiten musste. In Yale erwarb er mit einer Monographie über Brachiopoden 1940 seinen Ph.D., die den A. Cressey Morrison Prize der New York Academy of Sciences im Gebiet Naturgeschichte errang und von der Geological Society of America als Special Paper 38 im Jahr 1942 veröffentlicht wurde.
Vor dem Krieg unterrichtete Cloud für kurze Zeit an der Missouri School of Mines in Rolla sowie in Yale. Den Zweiten Weltkrieg verbrachte er beim United States Geological Survey (USGS) mit der Kartierung von kriegswichtigen Ressourcen in den Vereinigten Staaten. Nach dem Krieg arbeitete Cloud ab 1946 kurze Zeit als Assistenzprofessor der Paläontologie und Kurator für die Paläontologie der Invertebraten an der Harvard University, ging jedoch 1948 wieder zum USGS zurück, um unter anderem auf den Marianen zu kartieren.
Ab 1948 forschte Cloud über die Entwicklung des Lebens und die rasche Aufgliederung der Metazoa innerhalb der ersten 200 Millionen Jahre des Phanerozoikums. Von 1968 an arbeitete Cloud an Modellen der frühen Erde und versuchte das Zusammenwirken von Biosphäre, Atmosphäre, Hydrosphäre und Lithosphäre zu verstehen. Er postulierte die Zunahme von freiem Sauerstoff in der Uratmosphäre vor etwa zwei Milliarden Jahren.
Zwischen 1949 und 1959 war Cloud Leiter der paläontologischen Abteilung des USGS in Washington und baute sie von einer kleinen Gruppe zu einer großen Abteilung aus. In dieser Zeit forschte er in Spanien und auf den Great Bahama Banks. Er erkannte, dass eine systematische Erforschung des Kontinentalschelfs für die Forschung von großer Bedeutung war, und versuchte, die nationalen Forschungen in diesem Sinne zu koordinieren.
1961 wurde Cloud zum Leiter der Fakultät für Geologie und Geophysik an der University of Minnesota berufen. Ab 1965 wechselte er an die University of California, Los Angeles (UCLA), auf die Stelle eines Professors für Biogeologie. Bis in die späten 1970er war er am Santa Barbara Campus der UCLA tätig und vertrat dort auch den USGS. Er war ab 1961 mehr als 30 Jahre Mitglied der National Academy of Sciences und bekleidete dort mehrere Ämter.
Cloud war dreimal verheiratet und hatte sechs Kinder. In den letzten Jahren seines Lebens litt er an Amyotropher Lateralsklerose, der er schließlich im Januar 1991 erlag.

## Mitgliedschaften
- 1969 wurde Cloud in die American Academy of Arts and Sciences gewählt.[1]
- 1973 wurde er zum Mitglied der American Philosophical Society gewählt.[2]
- 1988 wurde er korrespondierendes Mitglied der Paläontologischen Gesellschaft.

## Schriften
- The Biosphere, Scientific American, September 1983 (Sonderheft Dynamic Earth)
- Terebratuloid Brachiopoda of the Silurian and Devonian, Geological Society of America Special Publ. 38, 1942
- Some Problems and Patterns of Evolution Exemplified by Fossil Invertebrates, Evolution, Band 2, Dezember 1948, S. 322–350
- Our Disappearing Earth Resources, Field Enterprises Educational Corporation, 1969
- mit Aharon Giber: The Oxygen Cycle, Scientific American, September 1970
- Major Features of Crustal Evolution, Alexander Du Toit Memorial Lectures 14, Geological Society of South Africa, 1976
- Cosmos, Earth and Man: Short History of the Universe. New Haven, Conn.: Yale University Press, 1978, ISBN 978-0300021462.
- Oasis in Space: Earth History from the Beginning, W. W. Norton, 1989, ISBN 978-0393305838.

## Preise
- 1976: Penrose-Medaille der Geological Society of America
- 1977: Charles Doolittle Walcott Medal der National Academy of Sciences